# 銃夢外傳
《銃夢外傳》是日本漫畫家木城幸人的作品集，收錄其作品《銃夢》的四篇外傳短篇。前三篇〈故鄉〉、〈聖夜曲〉和〈音速手指〉於1997年陸續在集英社雜誌《週刊Young Jump超增刊・Ultra Jump》上連載，後來為了湊出一冊單行本的篇幅，於是在2006年又畫了一篇〈馬借音頭〉。

## 收錄篇章
1. 〈故鄉〉：單篇，原刊載於《Young Jump超增刊・Ultra Jump》第8期（1997年3月1日號）
2. 〈聖夜曲〉：分為前、中、後篇，原刊載於《Young Jump超增刊・Ultra Jump》第9期（1997年5月1日號）－第11期（1997年9月1日號）
3. 〈音速手指〉：分為前、後篇，原刊載於《Young Jump超增刊・Ultra Jump》第12期（1997年10月25日號）、第14期（1997年12月25日號）
4. 〈馬借音頭〉：單篇，原刊載於《Ultra Jump》2007年1月號

## 創作緣起
原作《銃夢》於1990年底開始在集英社雜誌《Business Jump》上連載，1995年初因為作者木城幸人身心狀況不佳而提前完結。木城之後在同社雜誌《Young Jump超增刊・Ultra Jump》（以下簡稱UJ）開了新連載《灰者》，1996年秋天《灰者》完結，木城向《UJ》創辦人頓田提議要畫《銃夢》的外傳作品，一來填補劇情的空洞，二來則是為將來復出而準備。1997年，三篇外傳〈故鄉〉、〈聖夜曲〉和〈音速手指〉接連在《UJ》上連載，都是由木城一人完成，沒有請助手。之後出版社希望木城將《銃夢》的外傳作品集結成單行本發行，但是三篇的篇幅加起來還不夠一冊，木城還需要再畫一篇。2006年，《銃夢》續作《銃夢LastOrder》連載到了一個階段，木城暫時休刊，開始畫第四部短篇〈馬借音頭〉，並同樣登在《UJ》上。

## 出版書籍
| 卷數 | 集英社         | 集英社                                                  | 東立出版社   | 東立出版社         | 天下出版       | 天下出版           |
| 卷數 | 發售日期       | ISBN                                                    | 發售日期     | ISBN               | 發售日期       | ISBN               |
| ---- | -------------- | ------------------------------------------------------- | ------------ | ------------------ | -------------- | ------------------ |
| 全   | 2007年12月19日 | ISBN 978-4-08-877356-8 ISBN 978-4-08-908061-0（特裝版） | 2011年1月4日 | ISBN 9789861065571 | 2009年12月29日 | ISBN 9789888030217 |

## 備註
1. 此為日文原版的英文副標題，英譯本的標題為Battle Angel Alita: Holy Night & Other Stories。
2. ↑  該雜誌在本作連載期間多次改名
3. ↑  譯者：方郁仁